# نوريو تاكاهاشي
نوريو تاكاهاشي (باليابانية: 高橋 範夫) (15 مارس 1971 في ياتشيو في اليابان – )؛ هو لاعب كرة قدم ياباني سابق كان يلعب كحارس مرمى.

## وصلات خارجية
- نوريو تاكاهاشي على موقع رابطة كرة القدم اليابانية للمحترفين (اليابانية)
- نوريو تاكاهاشي على موقع Soccerway.com (الإنجليزية)
- نوريو تاكاهاشي على موقع عالم كرة القدم.نت (الإنجليزية)